# Lucy Rose
Lucy Rose Parton (n. 20 de junho de 1989), conhecida como Lucy Rose, é uma cantora e compositora britânica. Seu álbum de estreia, Like I Used To, foi lançado em setembro de 2012.
Lucy Rose lançou seu segundo álbum, Work It Out, em 6 de julho de 2015 pela Columbia Records.

## Vida e carreira

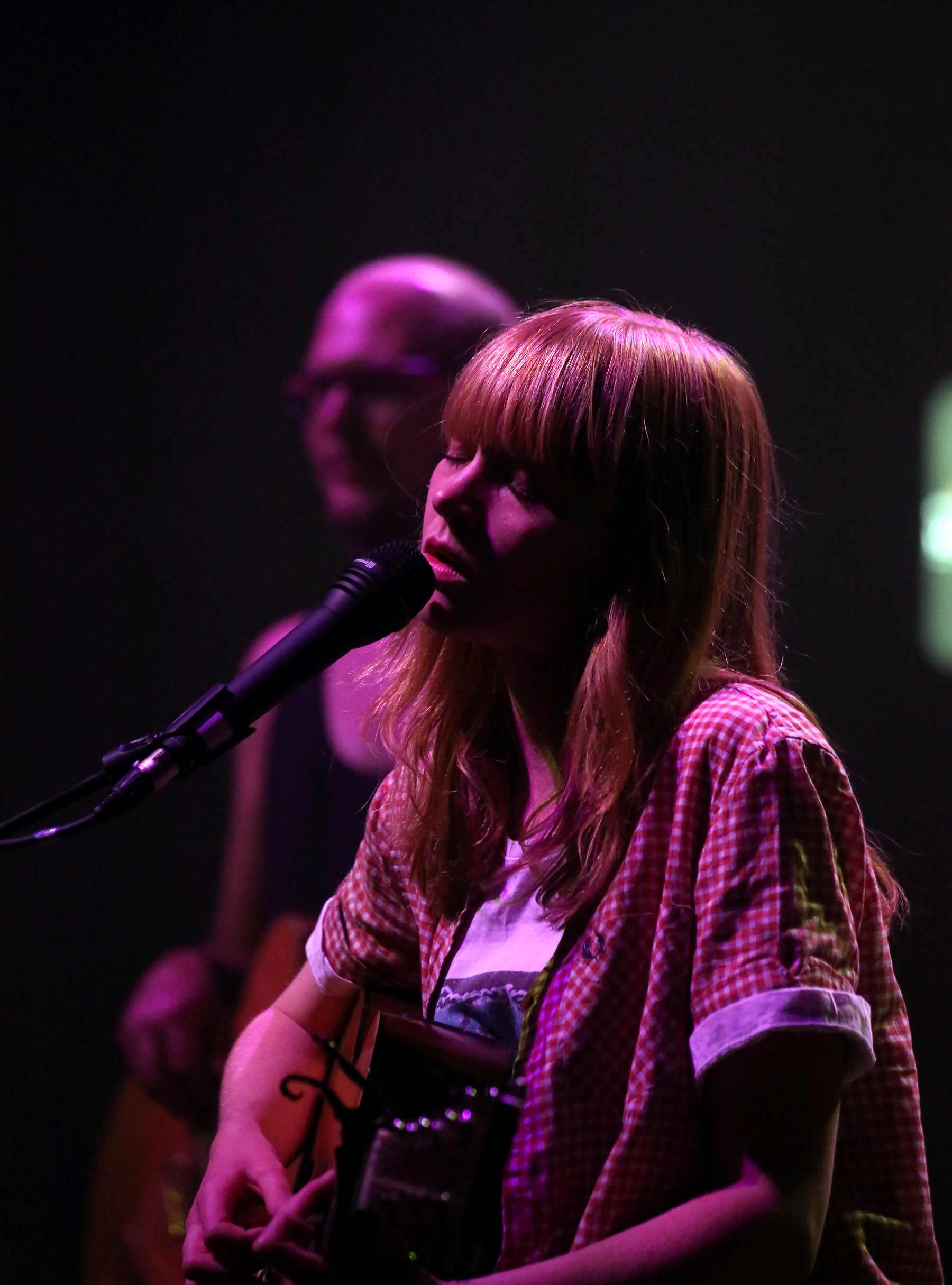
Lucy Rose - concert at Odeon during Waves Vienna Music Festival & Conference 2012 in Vienna, Austria.

Inicialmente, Rose começou tocando bateria na orquestra de sua escola. Quando somente a bateria não satisfazia sua ambição pela música, ela começou a tocar o piano da casa de seus pais. Sua primeira tentativa de escrever uma música foi quando tinha 14 anos e dedicou uma canção para seu cachorro doente. Um ano depois, Lucy comprou um violão com seu próprio dinheiro e começou a escrever canções pop inspiradas no folk. Ela é a mais nova entre suas três irmãs e diz que não era nem a filha mais musical da família.
Sua carreira não começou até ela completar 18 e pegar um trem para Londres. Lucy tinha programado estudar geografia na University College London, mas acabou adiando este plano e resolveu focar na sua carreira musical. Nesta época, ela trabalhava em uma loja durante o dia e tocava em bares durante a noite. Após expor seu trabalho ao público, passou a ser comparada com Laura Marling, a qual compartilha influencias como Joni Mitchell e Neil Young.
Em 2008, Rose decidiu procurar outros músicos para experimentar e tocar juntos. Depois de um tempo, ela conheceu Jack Steadman, o homem por trás de Bombay Bicycle Club, e eles tornaram-se amigos. Uma vez que Steadman ouviu Rose cantar, ele pediu que tocasse em seu álbum acústico Flaws, em 2010. Rose também começou a tocar em seus próprios shows e gradualmente formou sua banda para suas performances ao vivo; membros de ida e vindas incluindo Björn Ågren, ex-guitarrista da banda Razorlight, o baterista Sam Nadel e o baixista Joe Steer. Com pouca verba, Rose deixou de lado as gravações tradicionais de estúdio e optou por vídeos ao vivos filmado pelo seu grande amigo Orestes Mitas, que ela publicava na internet. Ela continuou em turnê durante todo o ano de 2011, tocando com Ben Howard, Daughter e Pete Roe, além de seus próprios shows.

### Turnê pela América do Sul e pelo México
Após anos recebendo pedidos de seus fãs para tocar na América do Sul, Lucy Rose resolveu, em 2016, fazer uma turnê arcada com seu próprio dinheiro e contando com a ajuda de seus fãs, que a ajudaram encontrar lugares para tocar e dormir. “Sem promotores, sem agentes de reserva, sem diretores: esta turnê inteira foi programada por fãs”, diz Lucy. 
A aventura teve início no dia 24 de março, no Equador, passando pelo Peru, Chile, Argentina, Uruguai, Paraguai e claro, pelo Brasil. Em solo brasileiro, Lucy Rose fez cinco shows e percorreu três cidades diferentes: Rio de Janeiro, São Paulo e Porto Alegre. Esta turnê teve seu fim no dia 18 de maio, no México.

## Influências
A cantora demonstra, em entrevistas, afeições pelos trabalhos artísticos de Neil Young, Joni Mitchell, Joan Armatrading, Carole King, Tom Waits, James Taylor, Bon Iver, Feist, Adele, Phil Collins, Queen, Pink Floyd, Barry White e Crowded House.

## Vida pessoal
Além de ser casada com o gerente de turnês, William Morris, é cunhada da também cantora britânica Rae Morris.

## Discografia

### Álbuns
| Título do Álbum                | Detalhes do Álbum                                                                                     |
| ------------------------------ | --- |
| Like I Used To                 | - Lançamento: 24 de setembro de 2012 - Gravadora: Columbia, Sony Music - Formatos: Digital, CD, Vinil |
| Work It Out                    | - Lançamento: 6 de julho de 2015 - Gravadora: Columbia, Sony Music - Formatos: Digital, CD, Vinil     |
| Live at Urchin Studios         | - Lançamento: 9 de dezembro de 2016 - Gravadora: Rose Records - Formatos: Digital, CD, Vinil          |
| Something's Changing           | - Lançamento: 7 de julho de 2017 - Gravadora: Communion Records - Formatos: Digital, CD, Vinil        |
| Something's Changing (Remixes) | - Lançamento: 6 de julho de 2018 - Gravadora: Communion Records - Formatos: Digital, CD, Vinil        |
| No Words Left                  | - Lançamento: 22 de março de 2019 - Gravadora: Communion Records - Formatos: Digital, CD, Vinil       |

### Singles
| Ano  | Single                                | Álbum                          |
| ---- | ------------------------------------- | ------------------------------ |
| 2011 | "Middle of the Bed"                   | Like I Used To                 |
| 2011 | "Scar"                                | Like I Used To                 |
| 2012 | "Red Face"                            | Like I Used To                 |
| 2012 | "Lines"                               | Like I Used To                 |
| 2012 | "Bikes"                               | Like I Used To                 |
| 2013 | "Shiver"                              | Like I Used To                 |
| 2015 | "Our Eyes"                            | Work It Out                    |
| 2015 | "Like an Arrow"                       | Work It Out                    |
| 2015 | "Till the End"                        | Work It Out                    |
| 2015 | "Nebraska"                            | Work It Out                    |
| 2017 | "Floral Dresses"(com The Staves)      | Something's Changing           |
| 2017 | "Is This Called Home"                 | Something's Changing           |
| 2017 | "No Good at All"                      | Something's Changing           |
| 2017 | "Second Chance"                       | Something's Changing           |
| 2017 | "End Up Here"                         | Sem álbum                      |
| 2018 | "All That Fear"                       | Sem álbum                      |
| 2018 | "Intro (Chartreuse Remix)"            | Something's Changing (Remixes) |
| 2018 | "Soak It Up (JAWS Remix)"             | Something's Changing (Remixes) |
| 2018 | "Morai (Liz Lawrence Remix)"          | Something's Changing (Remixes) |
| 2018 | "Second Chance (Fryars Remix)"        | Something's Changing (Remixes) |
| 2018 | "Is This Called Home (Anatole Remix)" | Something's Changing (Remixes) |
| 2018 | "All That Fear (Otzeki Remix)"        | Something's Changing (Remixes) |
| 2019 | "Conversation"                        | No Words Left                  |
| 2019 | "Solo(w)"                             | No Words Left                  |
| 2019 | "Treat Me Like A Woman"               | No Words Left                  |
| 2020 | "Question It All/White Car"           | Sem álbum                      |